# Jure Pukl

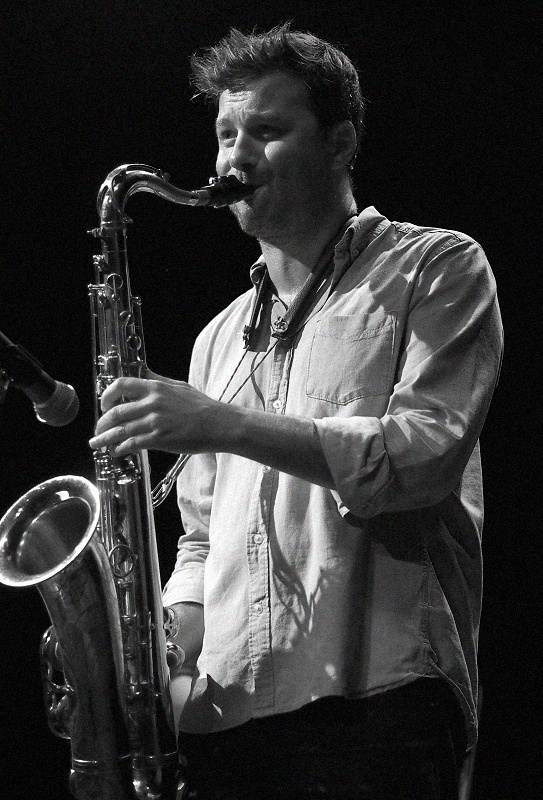
Jure Pukl (2017)

Jure Pukl (* 7. Oktober 1977 in Velenje) ist ein slowenischer Jazzmusiker (Tenor- und Sopransaxophon, Bassklarinette, Komposition) des Modern Jazz.

## Leben und Wirken
Pukl studierte zunächst klassisches und Jazz-Saxophonspiel an der Universität für Musik und darstellende Kunst Wien und am Koninklijk Conservatorium Den Haag. Dort gewann er den Wettbewerb für ein Stipendium zum Studium am Berklee College of Music, wo er Unterricht bei Joe Lovano und George Garzone hatte. Den Masterabschluss erwarb er dann an der Universität für Musik und darstellende Kunst Graz. Er arbeitete ab den frühen 2000er-Jahren zunächst in der slowenischen und (nord)italienischen Jazzszene; erste Aufnahmen entstanden 2002 mit dem Bassisten Robert Jukič (How About That!?) und mit Gaetano Valli (Oltre Confine).
Mitte 2003 nahm Pukl in Ljubljana mit seinem Virus Quartet sein Debütalbum The Wizard auf. In den folgenden Jahren spielte er u. a. mit Boško Petrović, Maja Jaku, Lee Harpers Little Big Band (Plays Wayne Shorter, 2005), mit Igor Lunder & Zagreb Saxophone Quartet und dem Flip Philipp & Ed Partyka Dectet, außerdem mit Bastian Stein und Philipp Gropper. Ab 2005 trat er (u. a. mit Howard Curtis und Günther Meinhart) in der ORF-Sendung Jazznacht auf. 2008 gehörte er dem European Jazz Orchestra der Europäischen Rundfunkunion (mit Niels Klein) an. Ab diesem Jahr gehörte er zum Quartett Lukas im Dorf um Lukas Kranzelbinder mit Posaunist Phil Yaeger (Posaune) und Drummer Christian Grobauer.
In den 2010er-Jahren arbeitete Pukl u. a. mit dem European Movement Jazz Orchestra (EMJO Live in Coimbra). In New York spielte er mit Vijay Iyer, Joe Sanders und Damion Reid sein Album Abstract Society (Storyville Records) ein. 2015 gastierte er als Co-Leader des Daniel Nösig/Jure Pukl NYC Quintett mit Tzumo Arpad (Piano), Josh Ginsburg (Bass) und Gregory Hutchinson auf dem Jazzfestival Steyr. Weiterhin nahm er mit dem Pianisten Matija Dedić das gemeinsame Album Hybrid auf (mit Melissa Aldana, Matt Brewer, Johnathan Blake). Im Bereich des Jazz war er zwischen 2002 und 2018 an 23 Aufnahmesessions beteiligt, darunter mit dem E. J. Strickland Quintet (Warriors for Peace) und mit Vilkka Wahl (Quasicrystal).
Nach einer Etappe in New York (ab 2013) lebt Jure Pukl mittlerweile in Ljubljana, wo er an der Musikakademie der Universität als Assistenz-Professor tätig ist.

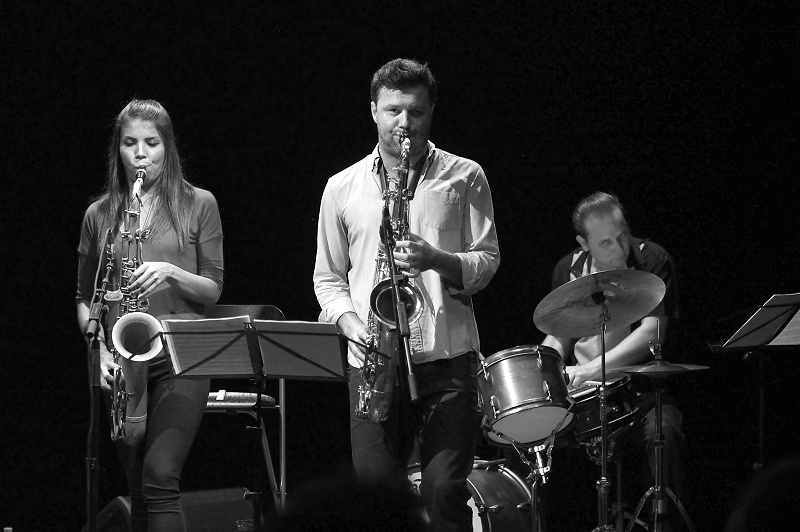
Das Jure Pukl Quartet mit Melissa Aldana (2015)

## Diskographische Hinweise
- The Wizard (GOGA, 2003), mit Daniel Nösig, Igor Bezget (git), Robert Jukič (kb), Dukan Nevakov (dr)
- Sound Pictures (GOGA, 2003), mit Erik Marence (p), Jani Moder (git), Robert Jukić (b), Gasper Bertoncelj (dr)
- EARchitecture (Session Work, um 2010), mit Jason Palmer (tp), Aruán Ortiz, Rashaan Carter, Marcus Gilmore, Raydar Ellis (vcl)
- Doubtless (Whirlwind, 2015), mit Melissa Aldana, Joe Sanders, Gregory Hutchinson
- Broken Circles (2020), mit Joel Ross, Charles Altura, Matt Brewer, Kweku Sumbry
- Melt (2023), mit Peter Evans, Joe Sanders, Nasheet Waits